# سمكة زجاجانية هندية
السمكة الزُجاجانيّة الهندية هي من أسماك المياه العذبة، موطنها بجنوب أسيا في باكستان والهند وبنغلاديش ومينمار وتايلاند وماليزيا والنيبال. وتعد هذه السمكة من أسماك الزينة وفي الحقيقة فإن هذه السمكة شفافة بالكامل من دون أية ألوان ولكن غالباً ما تصبغ لجذب انتباه مقتني أسماك الزينة، ويظل الصبغ في السمكة لمدة قصيرة من الزمن. وفي الغالب لا تغتذي على الأكل المجفف الذي تأكله أسماك الزينة الأخرى ولكنها تغتذي على الأغذية الحية والجمدة.